# Rudne
Rudne (ukrainisch Рудне; russisch Рудно/Rudno, polnisch Rudno) ist eine Siedlung städtischen Typs im Rajon Lwiw der Oblast Lwiw im Westen der Ukraine etwa 11 Kilometer westlich der Gebietshauptstadt Lemberg am Fluss Symna Woda gelegen.

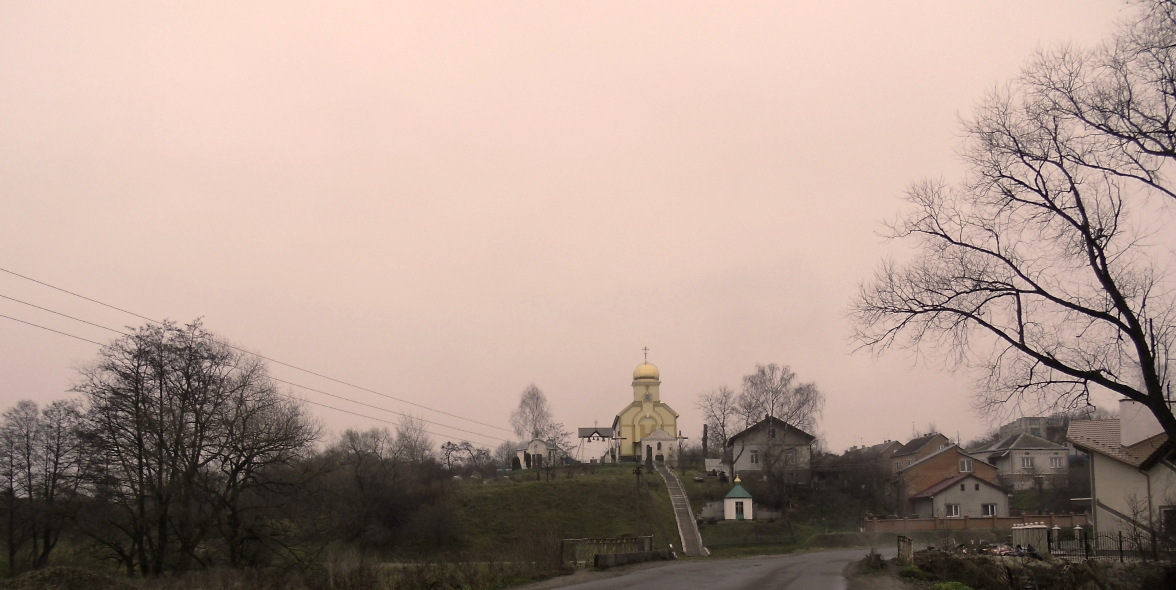
Kirche in Rudne

## Geschichte
Der Ort wurde 1461 zum ersten Mal schriftlich erwähnt, lag damals als Teil der Adelsrepublik Polen in der Woiwodschaft Ruthenien und gehörte danach von 1774 bis 1918 als Rudno zum österreichischen Galizien.
Seit 1861 hat der Ort südwestlich des eigentlichen Zentrums einen Bahnhof an der Bahnstrecke Lwiw–Przemyśl.
Nach dem Ende des Ersten Weltkrieges kam der Ort zu Polen (in die Woiwodschaft Lwów), wurde im Zweiten Weltkrieg kurzzeitig von der Sowjetunion und dann bis 1944 von Deutschland besetzt.
Nach dem Ende des Zweiten Weltkrieges wurde der Ort der Sowjetunion zugeschlagen, dort kam die Stadt zur Ukrainischen SSR und ist seit 1991 ein Teil der heutigen Ukraine. Bereits während der kurzzeitigen Besetzung durch die Sowjetunion während des Zweiten Weltkrieges wurde dem Ort 1940 der Status einer Siedlung städtischen Typs zugesprochen.
Bis 12. Juni 2020 gehörte der Ort verwaltungstechnisch zum Stadtrajon Salisnyzja der Stadt Lemberg, seither ist er ein Teil des neugegründeten Rajons Lwiw bzw. der Stadtgemeinde Lwiw.

## Persönlichkeiten
- Jewhen Nahirnyj, ukrainischer Architekt